# Rodrigo Carazo Odio
Rodrigo José Ramón Francisco de Jesús Carazo Odio (Cartago, 27 de diciembre de 1926-San José, 9 de diciembre de 2009) fue un economista y político costarricense, diputado de 1966 a 1970 y 38.º Presidente de la República de Costa Rica de 1978 a 1982. Fue elegido mediante la Coalición Unidad, alianza que aglutinaba a casi toda la oposición contraria al Partido Liberación Nacional, del cual el propio Carazo fue miembro pero se separó tras desavenencias con la dirigencia, especialmente con José Figueres Ferrer.

## Vida y familia
Rodrigo Carazo Odio nació en la ciudad de Cartago en 1926, hijo de Mario Carazo Paredes y Julieta Odio Cooper. Su familia tenía diversos orígenes étnicos, entre ellos poseía ascendencia italiana por vía materna, a través de inmigrantes genoveses que se asentaron en Costa Rica provenientes de Cuba en el siglo XIX. Además, uno de sus linajes paternos se trata de una importante familia castellana-colonial en el país fundada por el general Pedro Carazo Gete (1703-1744), quién se afincó en Cartago durante la primera mitad del siglo XVIII y fue propietario de grandes cacaotales y cabezas de ganado.
Se casó el 16 de abril de 1947 en San José, con Estrella Zeledón Lizano, hija de Jorge Zeledón Venegas y María Lizano Matamoros, descendiente del Presidente Saturnino Lizano Gutiérrez y de José María Zeledón, compositor de la letra del Himno Nacional. Se graduó de licenciado en Ciencias Económicas en la Universidad de Costa Rica.

## Carrera política
Fue gerente fundador del Instituto Nacional de Vivienda y Urbanismo entre 1954 y 1959 y director del Banco Central entre 1960 y 1965. En 1966 entró al Congreso, para el cuatrienio 66-70 y en el primer año fue presidente de la Asamblea Legislativa.
Cuatro años después, en 1974, se lanza por primera vez en busca de la Presidencia de la República, bajo el Partido Renovación Democrática, sin embargo, pierde las elecciones frente al liberacionista Daniel Oduber Quirós. Un gobierno después, bajo el nuevo partido Coalición Unidad, gana las elecciones frente al contendor liberacionista, Luis Alberto Monge.
Su administración fue muy polémica y el país se vio enfrentado con una grave crisis económica. La decisión de permitir que en el país operase el Frente Sandinista de Liberación Nacional puso a Costa Rica al borde de una guerra con Nicaragua.

### Presidente de Costa Rica (1978-1982)
Carazo presidió uno de los gobiernos más polémicos y durante su gestión se sobrevino la crisis económica de principios de los años 1980, una de las peores crisis económicas por las que pasó el país, además de una crisis política ocasionada por la recesión. Simpatizante de las ideas progresistas y de izquierda, Carazo rompió con mandatos girados por el Fondo Monetario Internacional y el Banco Mundial y autorizó al Frente Sandinista de Liberación Nacional a operar en territorio costarricense en su lucha contra el dictador nicaragüense Anastasio Somoza, lo que crispó las tensiones entre los dos vecinos. Su ruptura con los organismos económicos internacionales y su cercanía al sandinismo enfrió sus relaciones con Washington D. C. lo cual, sumado a una subida internacional de los precios del petróleo, provocó una severa escasez de productos de primera necesidad.
Una vez terminada su gestión, Carazo se convirtió en uno de los mayores críticos del neoliberalismo y al capitalismo salvaje, fue opositor al Tratado de Libre Comercio con Estados Unidos e impulsó una coalición progresista que hiciera frente a la candidatura de Óscar Arias Sánchez y de Laura Chinchilla, aunque esto no se logró. Su hijo, Rodrigo Carazo Zeledón fue primer defensor de los Habitantes y diputado por el Partido Acción Ciudadana.

#### Política interna
Su administración estuvo cargada por un ideal: la defensa de la soberanía nacional.[cita requerida]
Esa posición desembocó en la expulsión del Fondo Monetario Internacional (FMI) y agudizó la crisis económica durante la década de los 80, especialmente la repentina devaluación del colón en septiembre de 1980.
Durante su gestión se fundó la Universidad para la Paz, una institución dedicada y centrada en el estudio y la promoción de la paz mundial.
Su gobierno también se concentró en promover la industria petroquímica del país y comenzó la exploración y excavación cerca de la cordillera de Talamanca. En el sector energético, su gobierno inauguró la planta hidroeléctrica en el Lago Arenal. El gobierno de Carazo también reguló las excavaciones de oro en la región meridional del país. Le sucedió Luis Alberto Monge. Posteriormente fue Rector de la Universidad para la Paz.

#### Política exterior
En el frente internacional, Carazo tuvo que tratar principalmente con los cambios radicales que el país vecino de Nicaragua estaba pasando. Nicaragua había estado bajo el control de la dictadura de Somoza durante décadas y Costa Rica se oponía a tal régimen dictatorial. A medida que el movimiento sandinista aumentó en el decenio de 1970, Nicaragua tuvo que hacer frente a los disturbios civiles y los pequeños enfrentamientos armados.
Costa Rica apoyó el gobierno de cualquier poder que fuese en contra de la familia Somoza, por lo que dieron su respaldo a los insurgentes sandinista. Muchas de las batallas tuvieron lugar en la región fronteriza entre Nicaragua y Costa Rica. Carazo advirtió el gobierno de Somoza a permanecer de su lado de la frontera varias veces. El gobierno también inició planes para crear una fuerza de defensa para luchar contra el presidente nicaragüense en cualquier intento de ataque para invadir territorio costarricense. Los ataques finalmente terminaron en 1979 una vez que los sandinistas tomaron el control del país y Anastasio Somoza Debayle fue exiliado.
Más tarde, en 1982, con los sandinistas gobernando Nicaragua, la Central Democrática de la OEA se formó en San José con el respaldo de los EE. UU. Su objetivo era aislar a Nicaragua del resto de Centroamérica, ya que había un régimen comunista en el poder.

#### Política económica
El gobierno de Carazo se vio afectado por la inestabilidad económica y el malestar social. Durante su presidencia, hubo una grave recesión económica mundial.[cita requerida] Los precios del petróleo se encontraron en máximos históricos y el valor del cultivo principal costarricense, el café, fue disminuyendo. Contra el consejo del Fondo Monetario Internacional (FMI), Carazo da instrucciones al Banco Central de Costa Rica para la obtención de préstamos en gran medida con el fin de mantener el valor del colón, la moneda local, con la esperanza de que una recuperación económica estaba al alcance de la mano. Esta política finalmente se convirtió en insostenible, llevando a una repentina caída en septiembre de 1980. La pesada carga de la deuda que el banco central adquirió contribuyó a las tasas de inflación de Costa Rica.

#### Infraestructura y transportes
Durante el gobierno de Carazo se construye mucha infraestructura, como la carretera de San José a Limón (Ruta 32), la carretera de Circunvalación de San José (Ruta 39), la Costanera Sur (Ruta 34, obra en ese entonces de lastre) y parte de la carretera de San José a Caldera (Ruta 27), así como Puerto Caldera en el Pacífico, Moín y el Muelle Alemán en Limón y se reconstruye y se electrifica la línea férrea entre Limón y Guápiles, así como la extensión de línea férrea entre Guapiles y Río Frío de Sarapiquí.
Es el único presidente del país cuya obra vial y de infraestructura contiene las tradicionales placas de administración presidencial: con el detalle de un mapa de Costa Rica y en vez de su apellido, cada placa conmemora: "Construido por el Pueblo".

## Pospresidencia y muerte
Después de terminar su administración en 1982, Carazo se convirtió en un conocido crítico del Fondo Monetario Internacional y otras instituciones financieras mundiales. Luchó enérgicamente contra la aprobación del Tratado de Libre Comercio con los Estados Unidos y Centroamérica (CAFTA - Central American Free Trade Agreement).
En sus últimos años, Rodrigo Carazo lideró las pláticas de dirigentes políticos anti-neoliberales en aras de la conformación de una coalición política denominada Patria Unida contraria al bipartidismo tradicional y al neoliberalismo.
Falleció en San José, el miércoles 9 de diciembre de 2009 a la 1:30 p. m. por complicaciones cardíacas luego de 15 días de haber sido intervenido quirúrgicamente con el fin de colocarle 4 baipás coronarios.
| Precedido por: Daniel Oduber Quirós 1974-1978 | 38.º Presidente de Costa Rica 1978-1982 | Sucedido por: Luis Alberto Monge 1982-1986 |

| Precedido por: Carlos Espinach Escalante 1962-1966 | Diputado de la Asamblea Legislativa de Costa Rica (1º puesto por San José) 1966-1970 | Sucedido por: Daniel Oduber Quirós 1970-1974 |